# Peterson (Schiff, 1977)
Die USS Peterson (DD-969), benannt nach Lieutenant Commander Carl Jerrold Peterson (1936–1968), war der siebte Zerstörer der Spruance-Klasse der United States Navy.

## Geschichte
Gebaut durch die Werft Ingalls Shipbuilding in Pascagoula (Mississippi) wurde sie am 9. Juli 1977 in Dienst gestellt. Ihre Außerdienststellung erfolgte am 4. Oktober 2002.
2004 nutzte die Navy dieses Schiff als Zielobjekt im Rahmen eines Waffenversuchsmanövers („DD 21 Program Weapons Effects Test“) und versenkte es.